# Metacirolana spinosa
Metacirolana spinosa är en kräftdjursart som först beskrevs av Bruce1980.  Metacirolana spinosa ingår i släktet Metacirolana och familjen Cirolanidae. Inga underarter finns listade i Catalogue of Life.